# Jättesnokört
Jättesnokört (Echium wildpretii) är en växt i snokörtssläktet bland strävbladiga växter. Artnamnets epitet, wildpretii, syftar på den schweiziska trädgårdsmästaren och botanikern Hermann Wildpret.

## Beskrivning
Växten når en höjd upp till 3 meter. Bladen på stjälken är långa och spetsiga, längden går upp till 30 cm och bredden till 2 cm. På varje sida av bladen finns mjuka hårliknande utskott. Blomställningen har formen av en kägla och bildas av ett stort antal blommor. Beroende på underart är blommorna röd eller rosa, färgen skiftar efter en tid till blå. Själva blomman har formen av en tratt och når en längd mellan 10 och 14 mm. Jättesnokört blommar mellan juni och augusti. Frukterna är små nötter.

## Utbredning
Arten är endemisk på de spanska öarna Teneriffa och La Palma. På Teneriffa vid vulkanen Teides sluttningar och på La Palma i nationalparken Caldera de Taburiente.
På grund av blomställningen odlas den i flera trädgårdar.

## Systematik
Två underarter är kända:
- E. wildpretii subsp. wildpretii på Teneriffa med röda blommor i koniska blomställningar.
- E. wildpretii subsp. trichosiphon på La Palma är mer tätt hårig och har bredare blomställning, med rosa, mer bredflikade blommor. Pistillernas märken är dubbel så långa som hos subsp. wildpretii.